# Кунин, Константин Ильич
Константин Ильич Кунин (1909—1941) — русский советский писатель, востоковед, экономист. Автор книг по истории географических открытий.

## Биография
Константин Кунин родился 20 мая 1909 года в Санкт-Петербурге, в семье экономиста Ильи Карповича Кунина (1887—1938, расстрелян) и Веры Константиновны Куниной (1890—1976). Дед, Карп Абрамович Кунин, был самарским купцом первой гильдии, занятым в лесоторговле. С 4 лет изучал иностранные языки, в 5 лет научился читать. В возрасте 16 лет окончил школу. Поступил в Ленинградский институт живых восточных языков, учился на китаиста. В 1930 году окончил институт и устроился на работу в Научно-исследовательский институт монополии внешней торговли. Там он написал капитальный труд по теме «Мировой рынок каучука». Печатался с 1937 года. Написал ряд биографий великих путешественников: Васко да Гама, Кортеса, Магеллана, Афанасия Никитина, исследователей Северной Америки. Переработал и дополнил книгу Леонарда Аусвейта «Как открывали земной шар». Был членом Всесоюзного географического общества и Союза писателей СССР.
После начала Великой Отечественной войны добровольно вступил в отряд народного ополчения, сформированный при Союзе писателей СССР.
Переводчик 2-го разряда 449-го стрелкового полка  144-й стрелковой дивизии Кунин погиб 23 ноября 1941 года  под Москвой во время атаки у деревни Иваньево. Захоронен в братской могиле у с. Саввинская Слобода, Одинцовский район, Московская область.

## Семья
- Жена — Рита Яковлевна Руткина, погибла в октябре 1941 года под Вязьмой. Их единственная дочь погибла в возрасте 3 лет[3].
- Сестра — Елена Ильинична Кунина (1911—1961), была замужем за писателем Львом Кассилем. Племянник — доктор медицинских наук Владимир Кассиль.
- Дядя — Самуил Карпович Кунин (1889—1959), врач, учёный-медик, заведующий кафедрой общей гигиены Ленинградского педиатрического института[6]
- Двоюродный брат — Владимир Николаевич Кунин, гидрогеолог.

## Сочинения
- Кунин К. И. Мировой рынок каучука. — М.—Л.: Внешторгиздат, 1937.
- Кунин К. И. Магеллан. — М.: Молодая гвардия, 1940. — (Жизнь замечательных людей).
- Кунин К. И. Васко да Гама. — 2-е изд. — М.: Молодая гвардия, 1947. — (Жизнь замечательных людей).
- Кунин К. И. За три моря. Путешествие Афанасия Никитина. — М.: Детская литература, 2009. — (Школьная библиотека). — ISBN 978-5-08-005230-9.